# Leicestershire
Leicestershire (kiejtése /ˈˈlɛstərʃər/ vagy /ˈlestərʃɪər/) Anglia egyik nem-nagyvárosi és ceremoniális megyéje az East Midlands régióban. Északról Nottinghamshire, északkeletről Lincolnshire, keletről Rutland, délkeletről Northamptonshire, délnyugatról Warwickshire, nyugatról Staffordshire, északnyugatról Derbyshire megyékkel határos. Közigazgatási székhelye hagyományosan Leicester, bár a város ma már ún. egységes hatóság (unitary authority, kb. megyei jogú város) és nem tartozik a megyei tanács hatáskörébe. A megyeháza Glenfieldben található, de a megyei tanács a leicesteri városi tanács épületében ül össze.
Leicestershire lakossága 651 200 (Leicesterrel együtt 980 800) fő.

## Története
A megye neve írásban először 1087-ben fordult elő Laegrecastrescir formában. Területe azóta csak minimális mértékben változott; Derbyshire Measham-Donisthorpe enklávéját Leicestershire-hez csatolták, cserébe Derbyshire megkapta Netherseal falut és a Northamptonshire-hez tartozó Little Bowden került még a megyéhez Market Harborough határrendezésekor.
Az 1972-es önkormányzati törvény megszüntette Leicester addigi önállóságát és a szomszédos Rutlanddal együtt leicestershire-i kerületté változtatta őket. 1997-ben egy újabb reform révén Leicester egységes hatósági, Rutland pedig önálló megyei státust kapott.
A megyei tanács, a megyei krikettklub és a Leicester City FC futballklub jelképe a róka. Leicestershire a rókavadászat hazája.

## Földrajza
A ceremoniális megye területe 2156 km² (Leicester nélkül, tényleges adminisztratív megyeként 2083 km²). A legfontosabb folyó a Soar (a Trent mellékfolyója). A megye legmagasabb pontja a 278 méteres Bardon Hill. Északnyugat-Leicestershire az újraerdősítést célzó National Forest terv része.

## Közigazgatás és politika

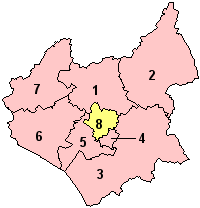
Leicestershire kerületei

Leicestershire 7 kerületre és egy egységes hatóságra oszlik:
1. Charnwood
2. Melton
3. Harborough
4. Oadby and Wigston
5. Blaby
6. Hinckley and Bosworth
7. North West Leicestershire
8. City of Leicester

A megye 10 képviselőt küld a parlament alsóházába. A 2015-ös választások után 7 a Konzervatív Párt, 3 pedig a Munkáspárt jelöltje volt.
A legnagyobb település Leicester, a jelentősebb városok rajta kívül: Ashby-de-la-Zouch, Coalville, Hinckley, Market Harborough, Melton Mowbray, Oadby, Wigston és Lutterworth.

## Lakosság
A2001-es népszámlálás idején 609 587-an éltek Leicestershire-ben, Leicesterben pedig 279 921-en. Utóbbi 0,5%-os csökkenést jelent az 1991-es számokhoz képest, de még így is az East Midlands régió legnépesebb települése. A városban 62 ezren voltak 16 év alattiak, 199 ezren 16–74 között és 19 ezren 75 év fölött. 2001-ben a város lakosainak 76,9%-a született az Egyesült Királyságban.

## Gazdaság
Az iparnak régi hagyományai vannak a megyében, amely a 14. század óta híres harangöntőiről. 1881-ben a John Taylor's cég öntötte Britannia legnagyobb harangját, a Big Pault a londoni Szent Pál-székesegyház számára. A jelentősebb ipari cégek a sportautókat gyártó Noble Automotive Ltd, a Triumph Motorcycles motorkerékpárgyártó, Jones & Shipman gépgyártó, Metalfacture Ltd fémfeldolgozó, Parker Plant bányagépüzem, Aggregate Industries UK építőanyaggyártó, Infotec elektronikai üzem, Brush Traction mozdonygyártó.
Leicestershire elsősorban az állattenyésztésről, azon belül a birkatartásról volt híres. A 18 században itt tenyésztette ki Robert Bakewell a hosszúgyapjas juhot, amelynek aztán a mai angol Leicester, Border Leicester, kékarcú Leicester, skót öszvér és walesi félvér fajták származnak.
2006-ban Leicestershire és Rutland megyékben 777.73 km²-t foglaltak el a farmok, amelyeken 6 450 fő dolgozott. Az állatlétszám 122 284 marha, 57 059 sertés és 314 214 juh volt.
Az angol gasztronómiához Leicestershire a stilton és Red Leicester sajtokkal és a sertéshúsos pitével járult hozzá.
Leicestershire és Rutland (Leicestert nem beleszámítva) gazdasága 1995 és 2003 között 6,66 milliárd fontról 9,509 milliárdra nőtt; eközben a mezőgazdaság változatlan maradt, az ipar 2,7 milliárdról 3 milliárdra, a szolgáltatási szektor pedig 3,7 milliárdról 6,3 milliárdra növekedett.

## Híres leicestershire-iek
- Lemuel Francis Abbott festő
- Richard Armitage színész
- Julian Barnes író

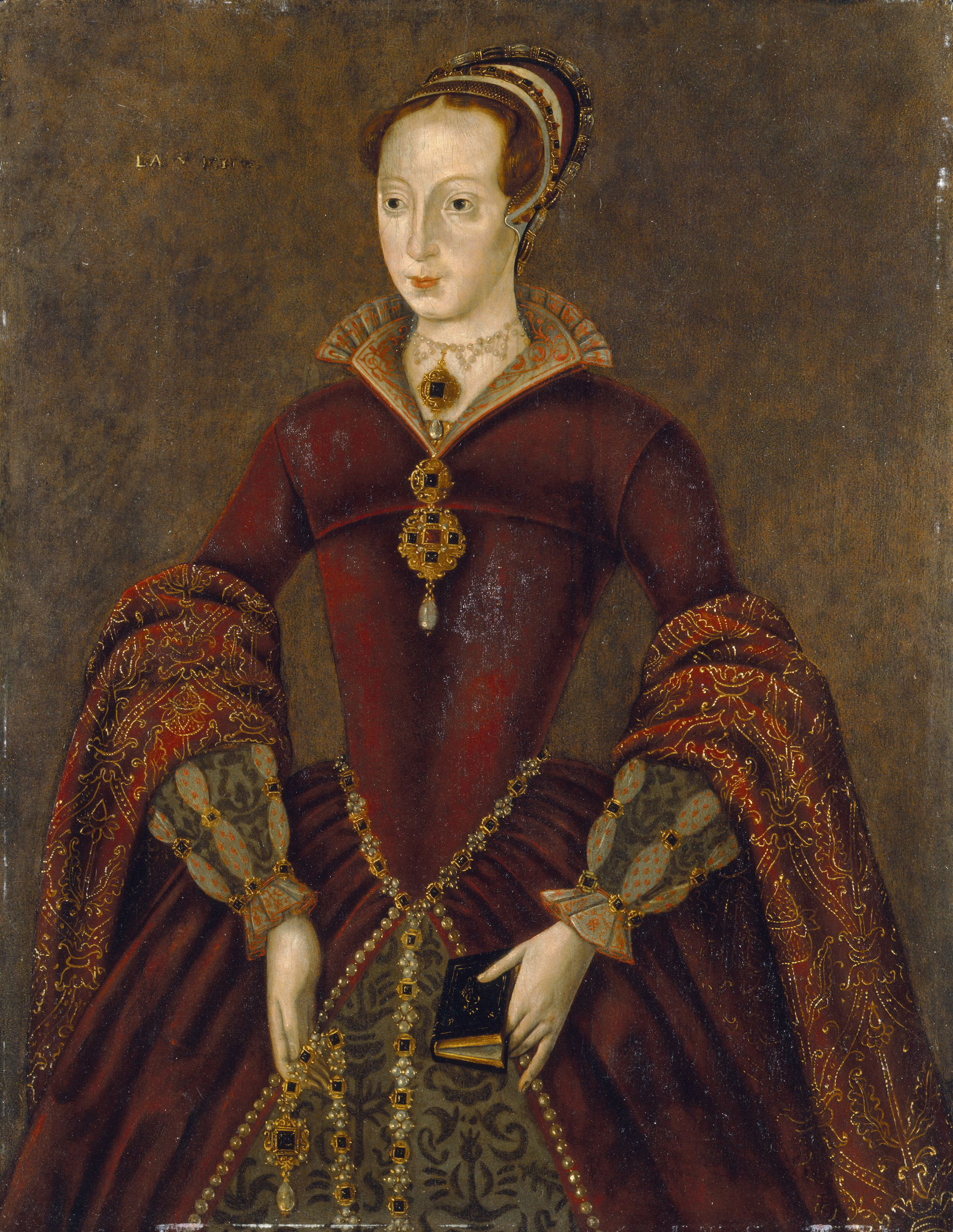
Lady Jane Gray

- Henry Walter Bates természettudós, felfedező
- William Henry Bragg
- William Lawrence Bragg Nobel-díjas fizikusok
- Jeremy Bulloch színész
- Graham Chapman a Monty Python tagja
- George Fox a kvéker mozgalom alapítója
- Stephen Frears rendező
- Lady Jane Grey, Anglia királynője 9 napig

- Emile Heskey labdarúgó
- Engelbert Humperdinck énekes

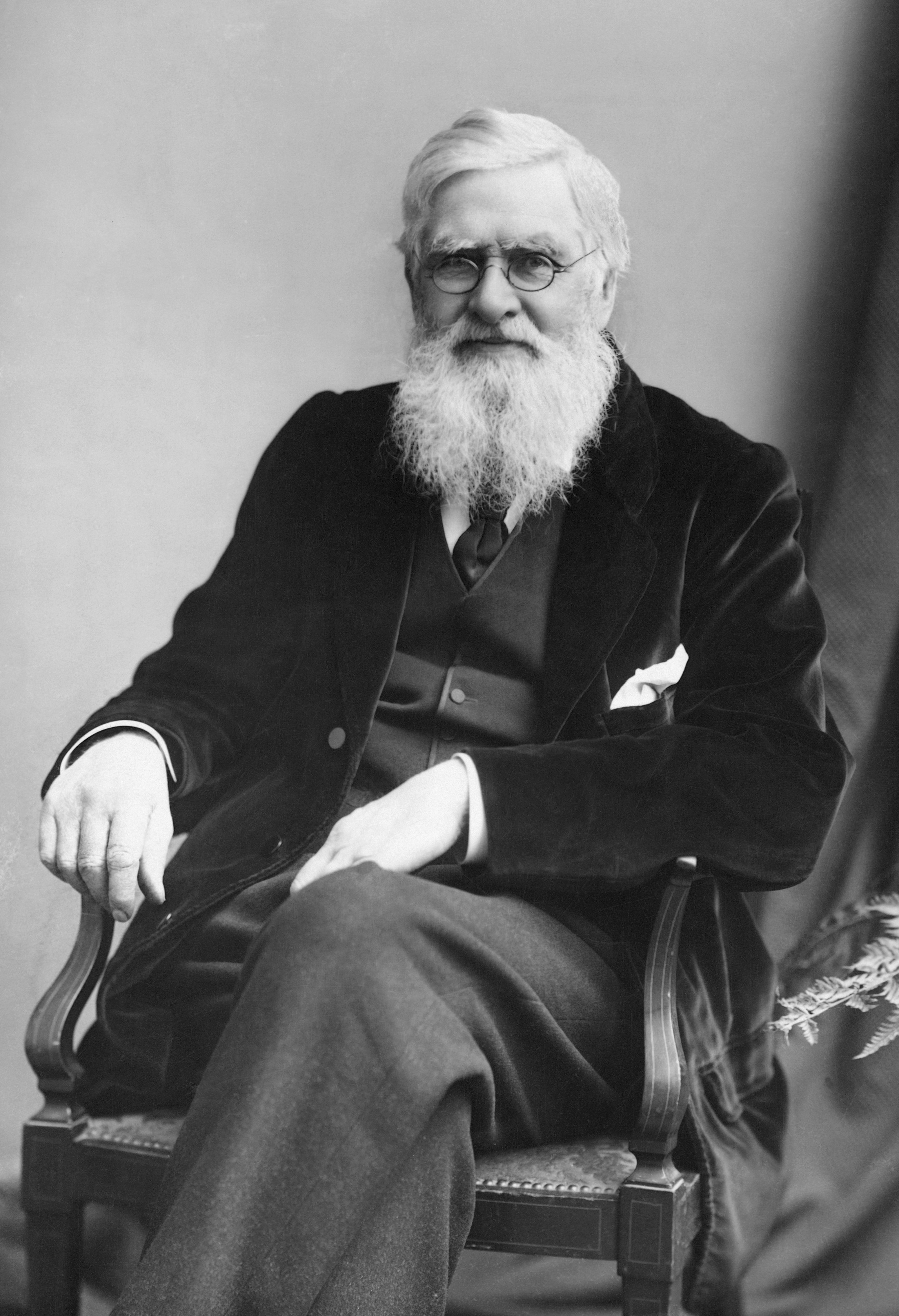
Alfred Russel Wallace

- John Illsley a Dire Straits basszusgitárosa
- Chris Kirkland labdarúgó
- Gary Lineker labdarúgó
- Jon Lord a Deep Purple billentyűse
- Parminder Nagra színész
- Joe Orton drámaíró
- Kate O'Mara színész
- Peter Shilton labdarúgó
- C. P. Snow író, kémikus
- Alfred Russel Wallace evolúcióbiológus
- Colin Wilson író

## Látnivalók

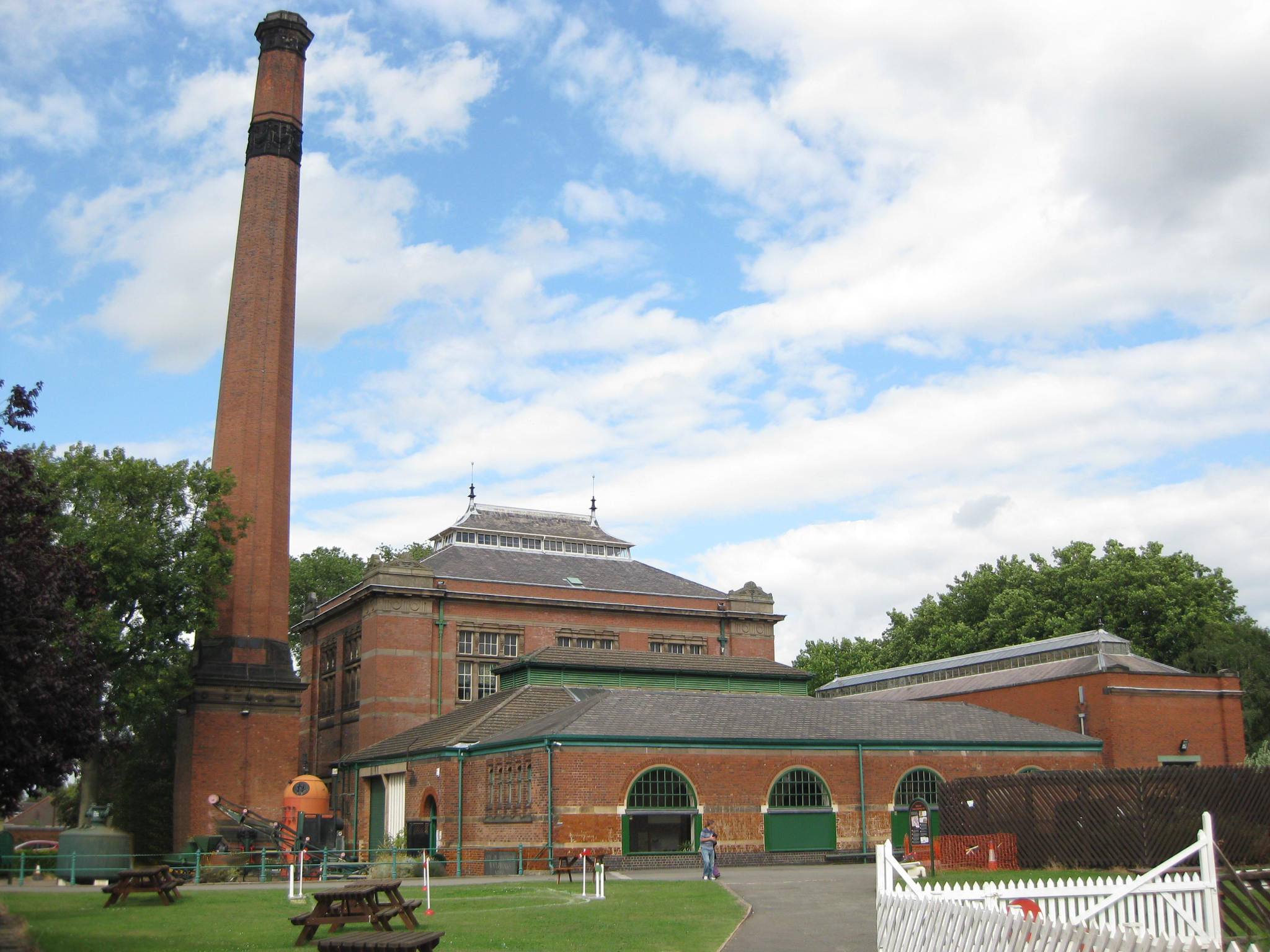
Abbey szivattyúház, ipari múzeum
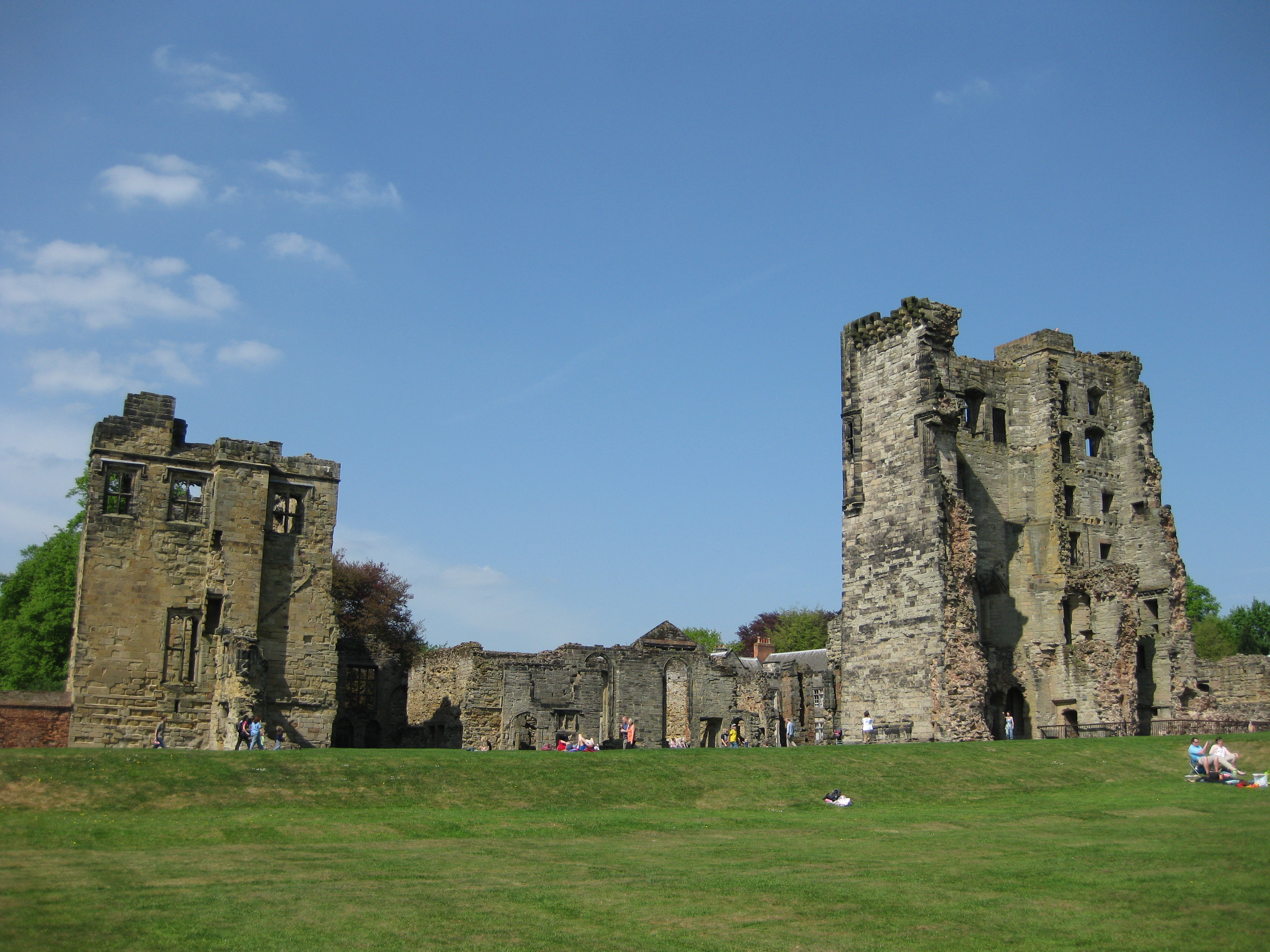
Ashby de la Zouch várának romjai
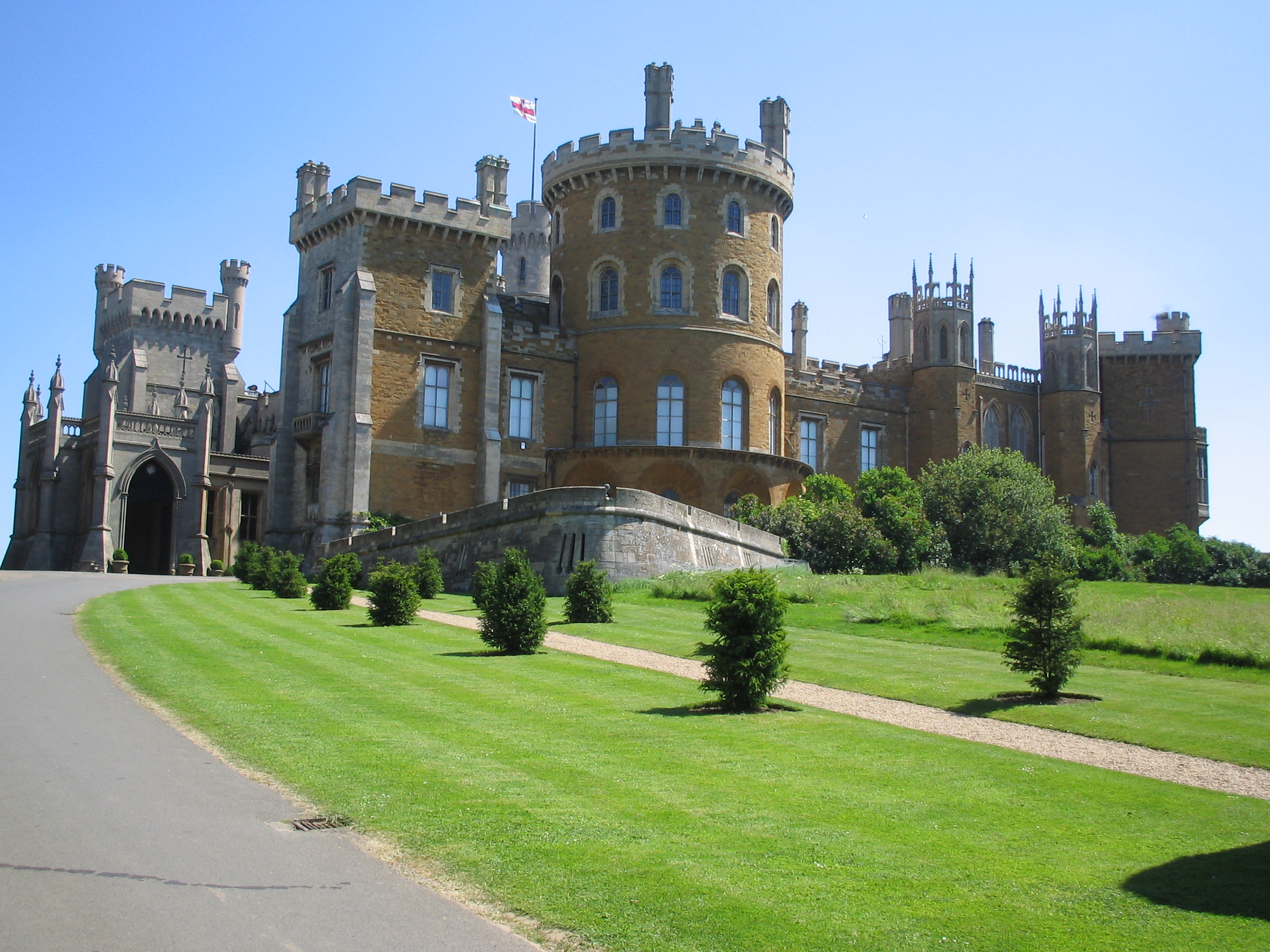
Belvoir Castle
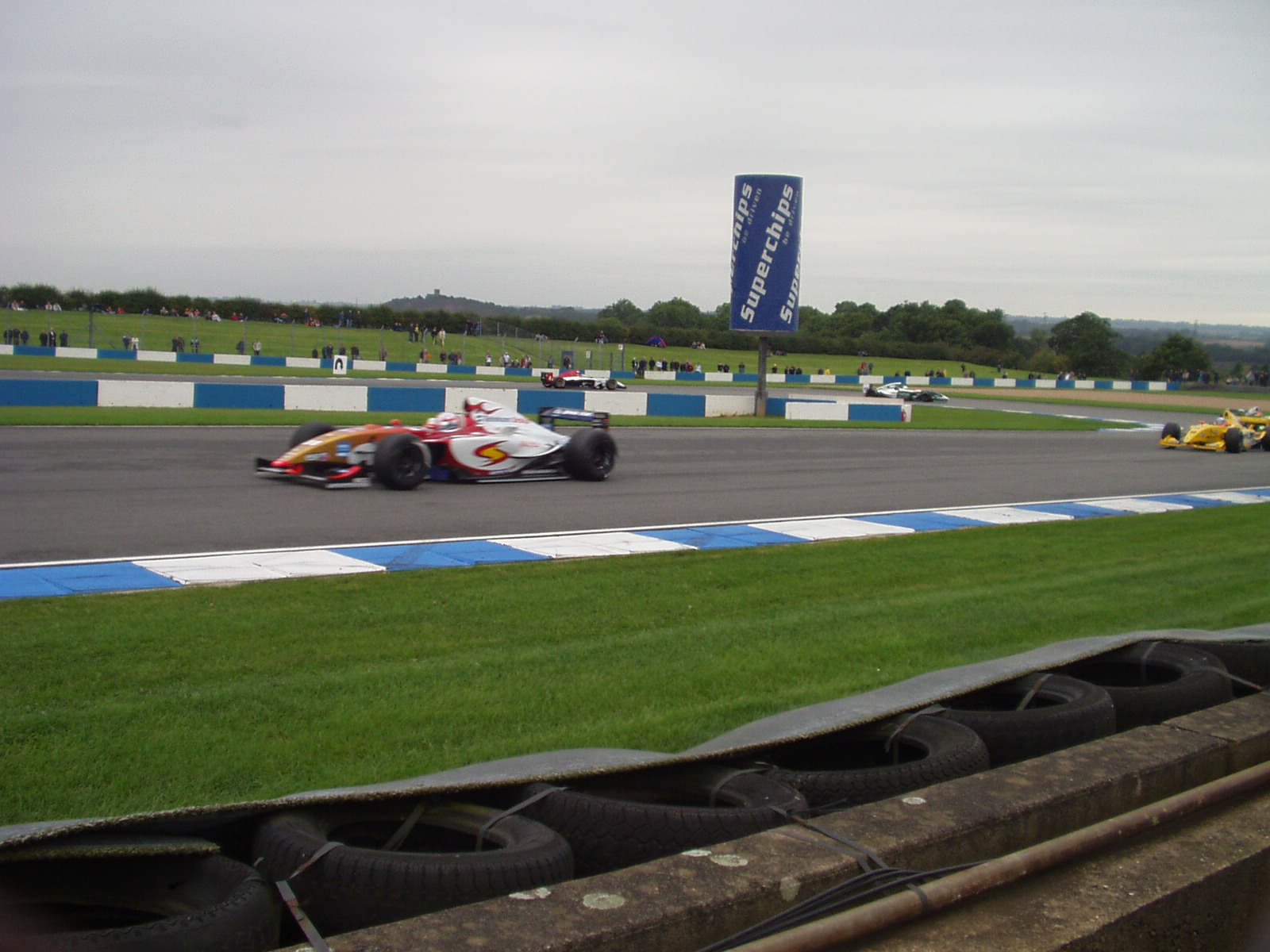
Donington Park Formula–1 pálya
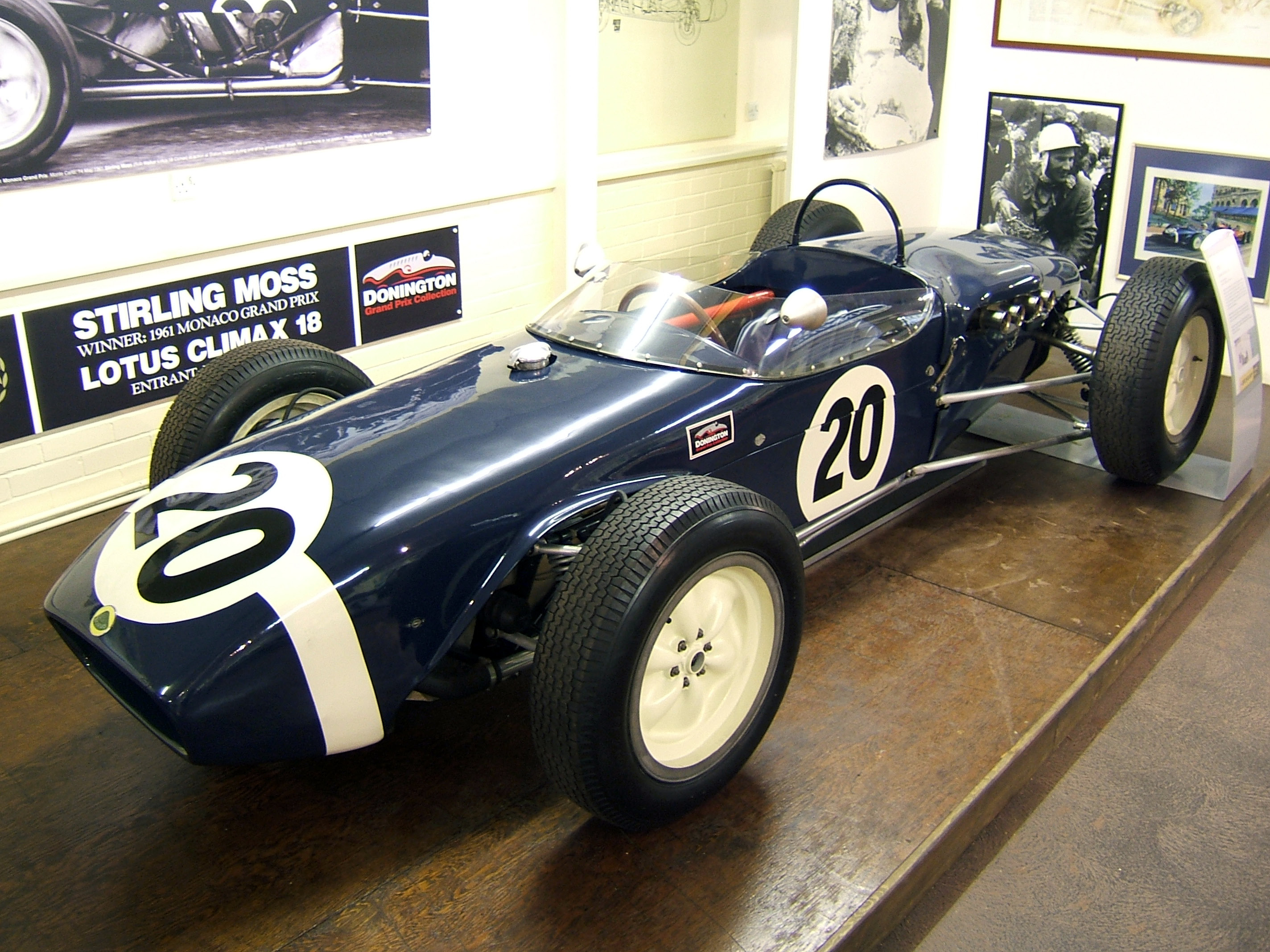
Donington Grand Prix múzeum
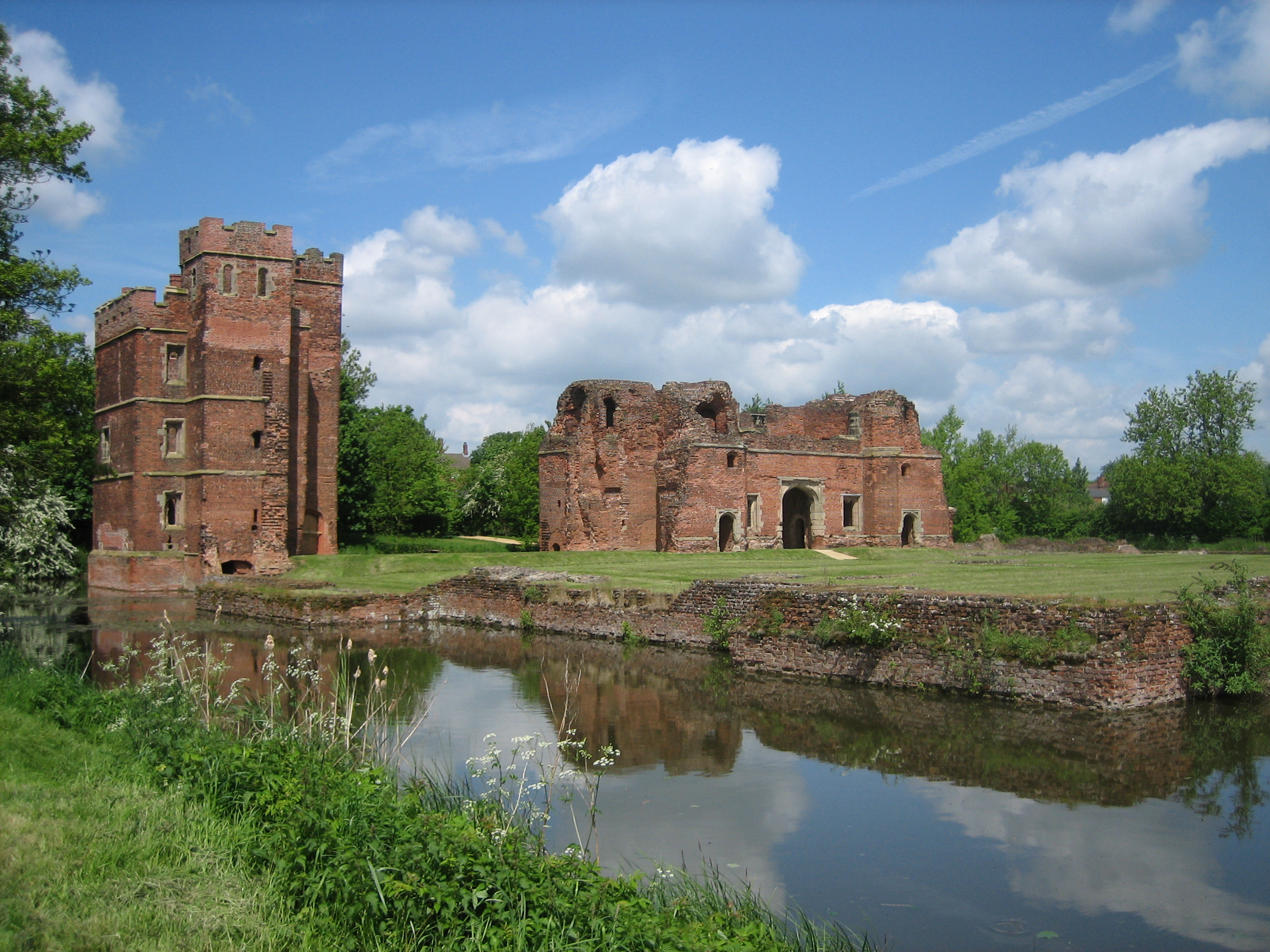
Kirby Muxloe várának romjai
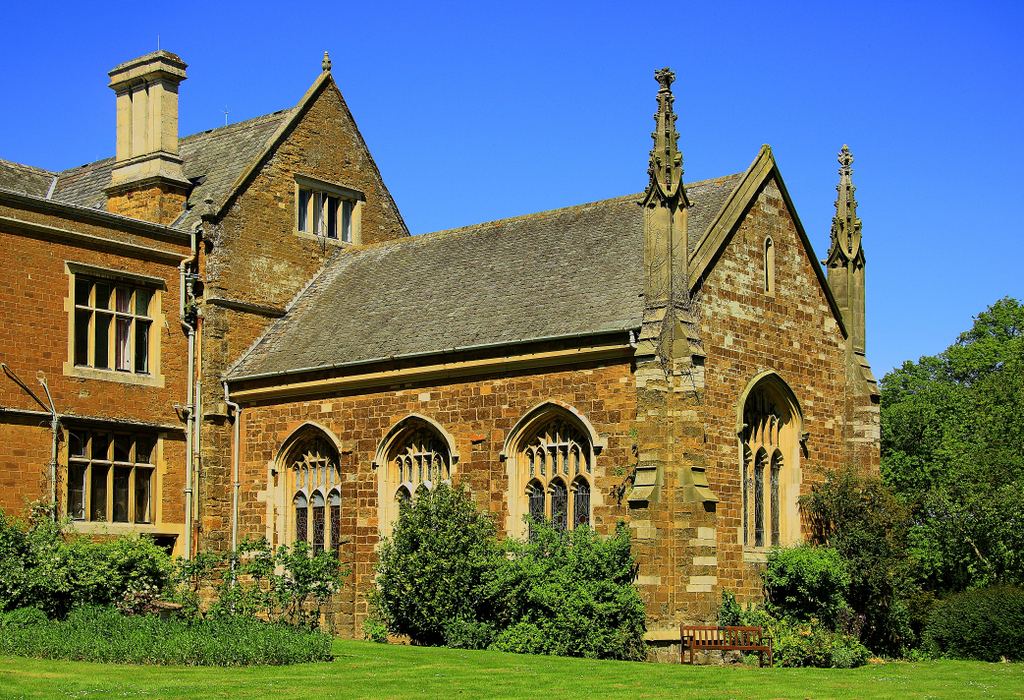
Launde Abbey
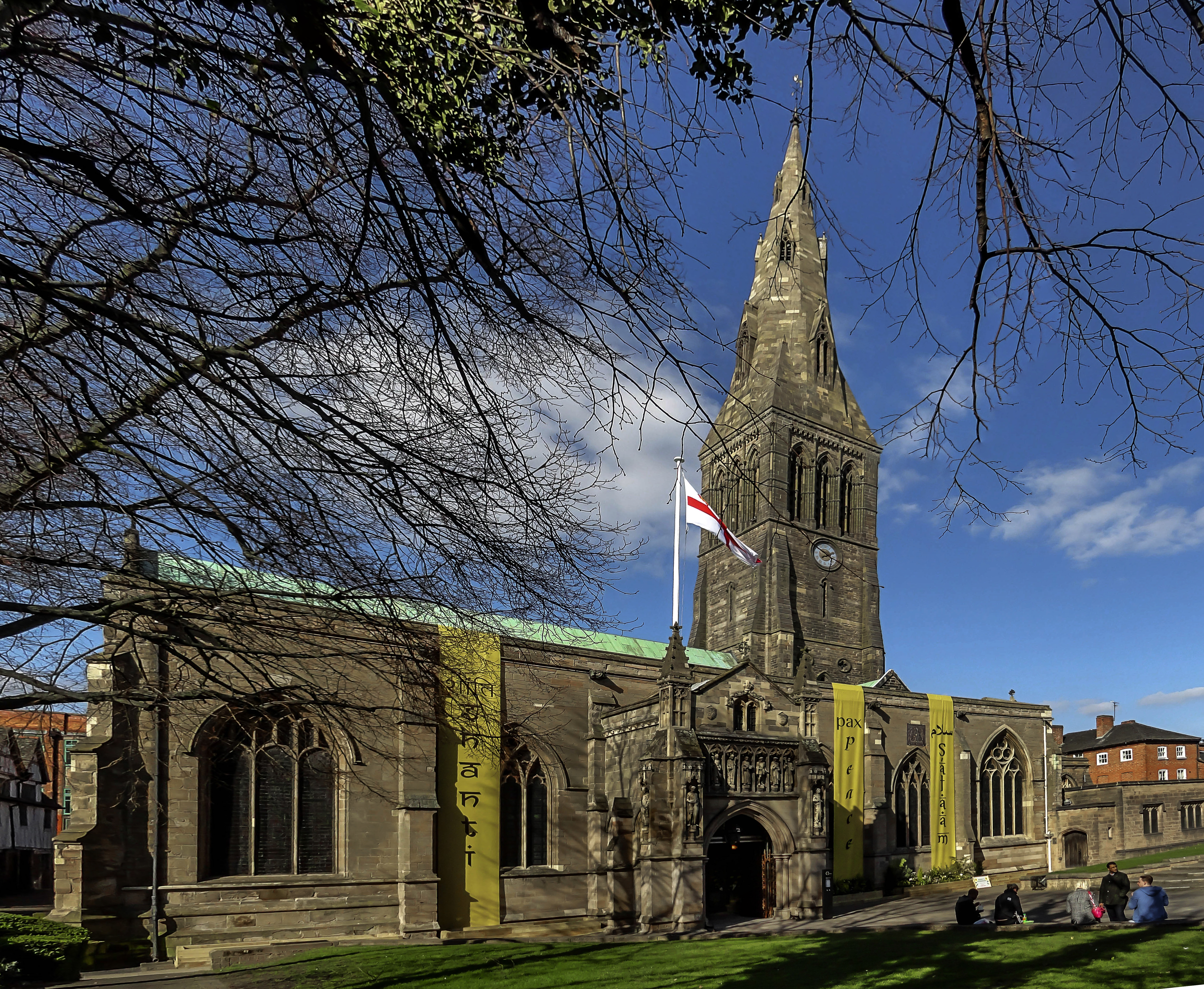
Leicester székesegyháza
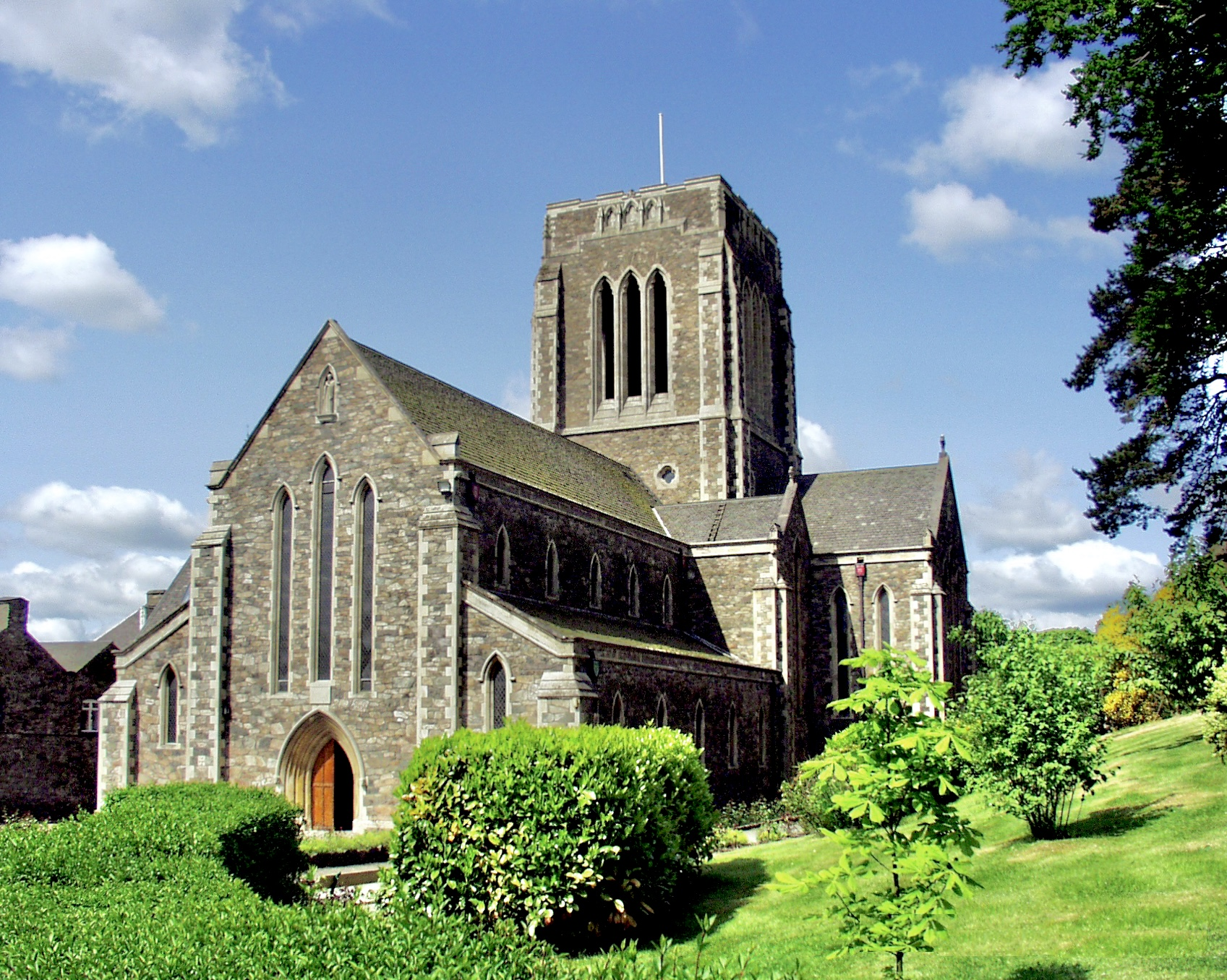
Mount St Bernards Abbey
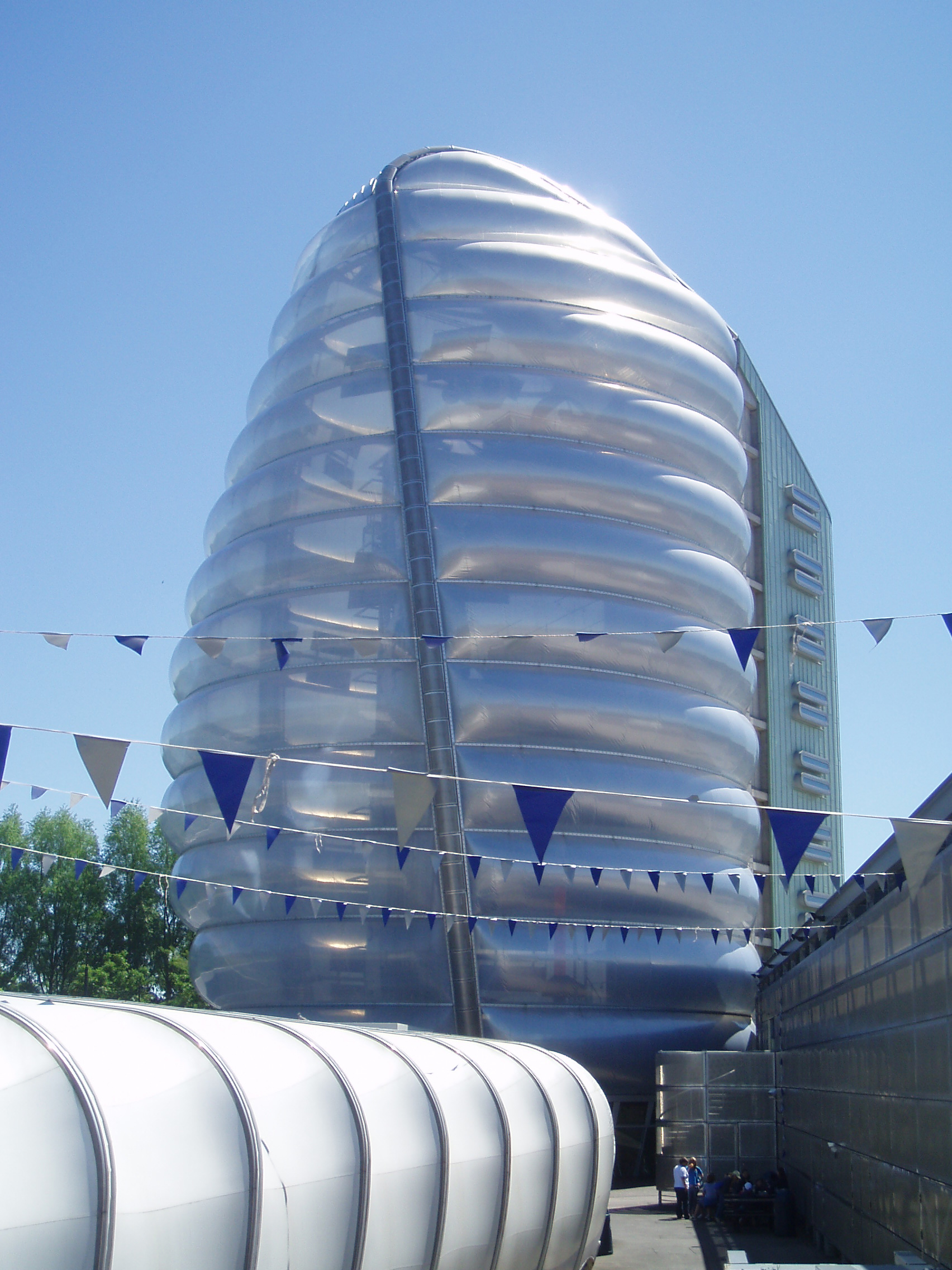
Nemzeti Űrközpont
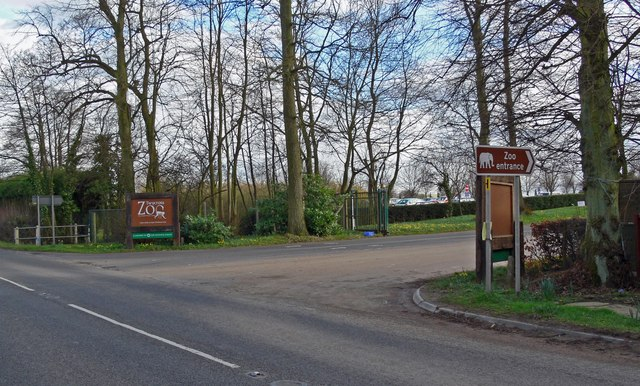
A twycrossi állatkert majomgyűjteményéről híres
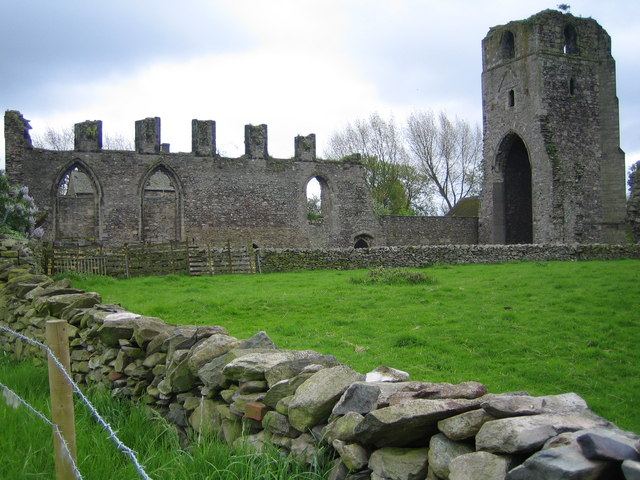
Ulverscroft kolostor

## Fordítás
- Ez a szócikk részben vagy egészben  a   Leicestershire című angol Wikipédia-szócikk ezen változatának fordításán alapul.  Az eredeti cikk szerkesztőit annak laptörténete sorolja fel. Ez a jelzés csupán a megfogalmazás eredetét és a szerzői jogokat jelzi, nem szolgál a cikkben szereplő információk forrásmegjelöléseként.